# NGC 63
NGC 63 és una galàxia espiral localitzada a la constel·lació dels Peixos. S'hi troba situada en ascensió recta 00h 17m 45.5s, dec −11° 27′ 01″ i té una magnitud aparent de 12.63.